# Al-Abbâs ibn Saïd al-Jaouharî
Al-ʿAbbās ibn Saʿid al-Jawharī (en arabe : العباس بن سعيد الجوهري ) vers 800 Bagdad? — vers 860 Bagdad ?) est un géomètre qui travailla à la maison de la sagesse de Bagdad et pendant une courte période à Damas où il effectua des observations astronomiques. Son œuvre la plus importante est Commentaire sur les Éléments d'Euclide qui contient cinquante propositions supplémentaires et qui contient un essai de preuve de l'axiome des parallèles.